# ベビーブーマー
ベビーブーマー（英: baby boomers）とは、第二次世界大戦の終結直後に、復員兵の帰還に伴って出生率が上昇した時期の1946年から1964年に生まれた世代を指す。この第二次大戦終結後のベビーブームは日本を含む世界的現象であるが、狭義で「ベビーブーマー」という場合にはアメリカ合衆国でのベビーブーマーを指す事が多い。単に「ブーマーズ (Boomers)」とも。

## 範囲
アメリカにおける「ベビーブーマー」の範囲については揺れがあるものの、概ね1950年から1964年頃までに生まれた世代を指す事が多い。これは、第二次世界大戦終結後からケネディ政権の時代に生まれた世代に当たる。
基本的にこの期間内の一年間の出生数は前年に比べて横ばいかもしくは上昇している。1957年から1958年にかけてと、1961年から1964年にかけては明らかに減少しているが、1964年から1965年における減少幅の方がそれらより断然大きい。
少年時代から青年時代にかけてキューバ危機やベトナム戦争に遭遇した世代であり、ベトナム戦争に反対するベビーブーマーはヒッピー運動を起こした。

## エコーブーマー
ベビーブーマーの子供世代はY世代と呼ばれているが、エコーブーマー (echo boomers) 、ミレニアルズ (Millennials or Millennial Generation) という別名も持つ。これも定義については必ずしも一定しないものの、概ね1970年代半ば、または1980年代から1990年代前半ごろまでにに生まれた世代を指す。

## 有名人
政治家
- ビル・クリントン
- ジョージ・ウォーカー・ブッシュ（ブッシュ2世）
- ドナルド・トランプ

以上の3人はいずれも1946年生まれである。